# Los dos carnales
Los dos carnales es una película del año 1983, protagonizada por Pedro Fernández, Pedro Armendáriz Jr. y Julissa.

## Trama
Es la historia de dos amigos desamparados. Pablito (Pedro Fernández) es un niño que su madre esta en la prisión injustamente y a su padre no lo conoció, Toñito también es un niño huérfano que Dolores (Julissa), la madre de Pablito le dio la oportunidad de vivir con ellos, ambos han abandonado la escuela y tienen un empleo para sobrevivir y poder reunir el dinero para poder sacar a su madre de la cárcel. Cristóbal (Pedro Armendariz Jr.) el dueño de una constructora les dará empleo y un espacio donde puedan quedarse a dormir, sin saber que Pablito (Pedro Fernández) es su hijo. El amor los volverá a unir ante un accidente que sufrirán Pablito y Toñito, su vida les cambiara a partir de ese instante.

## Elenco
- Pedro Fernández es Pablito.
- Julissa es Dolores, mamá de Pablito.
- Pedro Armendáriz Jr. es Cristóbal.
- Jaime Garza como Francisco
- José Chávez como Don Tomas
- Carlos Bravo y Fernández como don Rodolfo.
- Carmen Molina como Doña Manuela
- Rodolfo Onetto como voluntario en el rescate de Pablito.
- Lizetta Romo como Mujer de Cristobal
- Jaime Santos
- Martha Zabaleta como Presa
- José Luis Avendaño
- Mario Carbajal
- José L. Murillo como Juan (no acreditado)